# 白頭山大噴火
『白頭山大噴火』（ペクトゥサンだいふんか、朝: 백두산、英: Ashfall）は、2019年の韓国のアクション映画。
監督はイ・ヘジュンとキム・ビョンソ、出演はイ・ビョンホンとハ・ジョンウなど。
北朝鮮と中国の国境付近に位置する火山・白頭山で発生した観測史上最大の噴火による災害を描いたディザスターパニックアクション。

## ストーリー

### 白頭山大噴火
北朝鮮とアメリカ合衆国が朝鮮半島非核化に合意した歴史的なある日、白頭山で大規模な噴火が発生した。大地震（M7.8）が朝鮮半島を襲い、各地で未曾有の被害が生じる。除隊予定の爆発物処理班チョ・インチャン大尉もソウルで地震に巻き込まれるが、臨月の妻チェ・ジヨンが待つ自宅に命からがら逃げ延びる。
一方とある大学では、アメリカ国籍の地質学教授カン・ボンネが帰国の準備を始めていた。ボンネは3年前から白頭山噴火を警告していたが、市民の反応は冷ややかなものだった。韓国を見捨ててアメリカへ退避しようとするボンネであったが、民政首席チョン・ユギョンの説得で対策会議に参加することになる。

### 北朝鮮潜入計画
ボンネは白頭山の下に4つのマグマだまりがあると指摘。今回は1回目の爆発にすぎず、あと3回の爆発が見込まれるばかりか、4回目では半島の約半分に被害が及ぶ巨大な噴火が起こる可能性があるとした。 4次爆発を防ぐためには核弾頭6個分の威力の爆発を付近の鉱山で起こし、圧力を低下させることが必要だと訴える。アメリカの進める非核化を破って北朝鮮領内に侵入し、中国国境付近で核爆発を起こすという無謀な計画には反対も上がるが、朝鮮半島を救う方法はこれしかないと極秘裏に計画が進められた。
計画は、輸送や爆破を行う実行チームと、北朝鮮のICBMを解体して爆弾を製作するチームに分かれて行うことになる。爆発物処理班としての経験を買われたインチャンは除隊直前にもかかわらず、「妻をアメリカに退避させる」という条件で爆弾製作チームの指揮官に任命。嫌々ながらも「ミサイルを解体して帰ってくるだけだ」と自分に言い聞かせ、部下たちと輸送機で北朝鮮に向かった。
しかし空気中には大量の火山灰が浮遊しており、実行チームの輸送機は早くもエンジンが故障。インチャンのチームにも脱出命令が出され、パラシュートで北朝鮮に降下する。だが、実行チームは脱出ができずに全員死亡してしまった。司令部は予定を変更し、インチャンがこの計画の総指揮官に任命されることになった。

### リ・ジュンピョンとの接触
爆弾を作るためには、アメリカに回収される前に北朝鮮の核弾頭を奪わなければならない。インチャンたちはスパイ容疑で収監されている工作員リ・ジュンピョンに協力してもらうため、強制収容所を目指す。
幸いにも囚人たちが看守を皆殺しにしていたため、無抵抗でジュンピョンの元にたどり着く一行。しかしジュンピョンは、インチャンが油断した隙に鉱山の地図を盗み、食べてしまった。出発してから地図が無いことに気づいた一行は、ジュンピョンが二重スパイではないかと疑う。チームの若手隊員は地図を食べられたことを知ると一発喰らわすが、トイレ休憩の際に返り討ちにされ、逃走を許してしまう。
ジュンピョンはヒチョンの自宅に向かっていた。廃人同然の妻に娘の居場所を尋ねると、白頭山に程近いポチョンに向かったという。何故危険な場所に置き去りにしたのか問責するジョンピョンだが、父親としての務めを果たさなかったことを言われると激昂し、隠してあった銃を撃つが殺すに殺せなかった。そこへインチャンらが銃声を頼りに自宅を突き止め、突入してくる。ジュンピョンは観念し、再び行動を共にすることになった。

### 核兵器の奪取とアメリカの妨害
インチャンはジュンピョンを裏切り者と見做して作戦会議に参加させようとしないが、経験の薄い彼の計画はジュンピョンにとってはお笑い物。結局ジュンピョンの指揮で核兵器の保管場所に向かうことになった。
カモフラージュの工場の地下に隠された軍事基地には北朝鮮の守備兵が待ち構えていたが、それぞれが機転を利かせ、ついにICBMの保管庫に到達。予測より大幅に早い2次爆発に襲われるも、何とか無事に核弾頭を確保して爆弾を完成させ、崩壊する基地から脱出することに成功した。
しかし地上ではまたしても何者かに襲撃される。一行は敵の高性能な兵器に苦しめられ、負傷した隊員が連れ去られてしまうが、残りはインチャンとジュンピョン、そしてチームの隊員2人の二手に分かれて逃走した。
攻撃を加えてきたのはアメリカ軍だった。朝鮮半島の非核化を成し遂げようと躍起になるアメリカは韓国軍司令部も占拠し、爆発作戦の中止を迫る。ユギョンの説得も虚しく、もはやこれまでとボンネは今度こそアメリカへ退避する事を決心。空港に向かうバスに乗り込むが、そこで退避途中のジヨンと出会う。インチャンはジヨンにこの任務について知らせていなかった。

### 2人の目的地
インチャンとジュンピョンは軍用車で北進するが、インチャンは突然スタンガンで気絶させられる。ジュンピョンはポチョンで爆弾を中国に引き渡し、自身と娘も特例で出国して逃げおおせる算段を立てていたのだ。目を覚ましたインチャンは何とか手錠を外し、ジュンピョンと揉み合いになるが、そうこうしているうちに軍用車は立木に突っ込んで走行不能になってしまった。
絶望的な状況に、もう生きて妻の元へ帰ることはできないと泣き出すインチャン。その姿に同じ父親であるジュンピョンは心打たれ、持ちつ持たれつの徒歩行を始める。食料品店で食べ物を漁る二人は、いつしか冗談を言い合う関係になっていた。しかしそこに、ジュンピョンに取り付けられていたGPS信号を頼りにアメリカ軍がやってくる。絶体絶命の中、ヒチョンで別れた隊員2人もバスで突入。インチャンとジュンピョンも乗り込み、アメリカ軍と決死のカーチェイスを繰り広げる。機動力の高いジープに翻弄される一行だったが橋の上で3次爆発が発生、アメリカ軍は谷底に落ちてゆき、当面の危機は回避した。
ところがまだ企みを諦めていなかったジュンピョンは、インチョンに銃口を向ける。それでも可能性を信じて作戦を遂行しようとする姿に、ジュンピョンはついに計画を諦めた。鉱山の地図をチームに渡し、爆弾を持たずに娘の待つポチョンにひとり向かっていった。

### 白頭山を救え
アメリカの占拠以来チームとの通信が途絶えている韓国軍は、弾劾覚悟の大統領の判断でユギョンを潜入させ、通信メモリーの奪取に成功。そこへジヨンとボンネも戻ってくる。ボンネはインチャンに計画の変更を伝え、ジヨンは必ず生きて戻ってくるように強く願った。
ポチョンではジュンピョンが娘と再会。そこへ取り引きをしに中国人がやってきて、爆弾の在処を話そうとしないジュンピョンに銃弾を撃ち込む。さらにアメリカ軍も突入し一触即発の事態となるが、再び助けが必要になったインチャンたちが割って入る。爆弾を止めることができないことを伝えると、流石のアメリカ軍も撤退し、中国人も去っていった。そしてインチャンとジュンピョンは爆弾を設置し、隊員2人とジュンピョンの娘は韓国に向けて帰還することに決定。父を信用していなかった娘も、別れ際には大粒の涙を流した。
鉱山ではジュンピョンを頼りに進んでいくも、火山性地震による電源喪失でリフトが動かない。インチャンはケーブルを切って爆弾と共に降下し殉職する覚悟を決めるが、リフトにはジュンピョンが一人で乗り込む。止めるインチャンだったが、ジュンピョンは娘を頼むと言い残して落下していった。最後の力を振り絞り、爆弾を目的地まで運んだジュンピョン。爆発と共に噴火活動は収まり、インチャンも退避に成功。その頃ソウルでは、ジヨンが無事に出産を終えることができた。

### エピローグ
噴火災害から1年後。南北朝鮮が統一して再建を図ることが合意され、ボンネは白頭山のマグマを使った再生可能エネルギー事業を推進する役割を担うことになる。インチャン一家はジュンピョンの娘を引き取り、4人で笑顔あふれる暮らしを送っていた。

## キャスト
※括弧内は日本語吹替
- リ・ジュンピョン: イ・ビョンホン（阪口周平）
- チョ・インチャン: ハ・ジョンウ（内田夕夜）
- カン・ボンネ: マ・ドンソク（小山力也）
- チョン・ユギョン: チョン・ヘジン（朝鮮語版）（深見梨加）
- チェ・ジヨン: ペ・スジ（大関英里）

## その他
北朝鮮の対外宣伝サイト「わが民族同士（朝鮮語版）」は2020年3月4日、韓国のテレビドラマや映画を「最近、南朝鮮当局と映画製作会社が虚偽と捏造に満ちた荒唐無稽で不純極まりない反共和国映画やテレビドラマを流し、謀略宣伝に積極的に乗り出している」などと強く非難する内容を掲載した。時期的にみて、テレビドラマ『愛の不時着』や本作について言及しているものと思われる。